# Juan Pinzás
Juan Pinzás, né à Vigo (Espagne) le 26 novembre 1955, est un réalisateur, scénariste et producteur espagnol.
Juan Pinzás est le seul ressortissant espagnol à avoir rejoint les principes artistiques du Dogme 95 sous lesquels il a tourné la trilogie Era outra vez (Érase otra vez en espagnol), Jour de noces (Días de boda) et El desenlace (es).

## Biographie
Avec Pilar Sueiro, il fonde la société de production cinématographique PS Films (Pilar Sueiro Films) en 1982 et Atlántico Films en 1984. Il est le père, avec Pilar Sueiro, du producteur et compositeur Juan Manuel Sueiro[réf. nécessaire].

## Filmographie partielle
- 1981 : Virginal: Segunda parte de vestida de fiesta
- 1981 : Vestida de fiesta: Tercera parte y final de la trilogía
- 1981 : Homo hominis opus I
- 1981 : El tubo de rayos catódicos
- 1981 : Cien puntos para Julián Pintos
- 1981 : Augurio: Primera parte de vestida de fiesta
- 1982 : Una historia gallega
- 1982 : Muñeca de azul
- 1982 : Juego decisivo
- 1982 : Hechizo
- 1982 : Añoranzas
- 1983 : Mujer, mujer
- 1983 : La tercera mujer
- 1983 : La espera
- 1983 : La esfera
- 1983 : El rito
- 1983 : Cinefília
- 1983 : Carmín
- 1984 : Gula
- 1988 : La gran comedia
- 1992 : El juego de los mensajes invisibles
- 1994 : La leyenda de la doncella
- 2000 : Era outra vez (en galicien) ou Érase otra vez (en espagnol)
- 2002 : Jour de noces (Días de boda)
- 2005 : El desenlace (es)
- 2010 : Las imágenes perdidas. La otra mirada
- 2013 : New York Shadows (ca)
- 2017 : El vientre de Europa
- 2022 : El corazón de Europa

## Récompenses et distinctions
- La leyenda de la doncella (1994)
  - 1994 : Festival de Cine Iberoamericano de Huelva : Silver Colon du meilleur réalisateur (lauréat)
  - 1996 : Festival de Cine Hispano de Miami (es) : Golden Egret du meilleur film (lauréat)
  - 1998 : Fantasporto : International Fantasy Film Award du meilleur film (nommé)
- Era outra vez (en galicien) ou Érase otra vez (en espagnol) (2000) 
  - 2000 : Festival international du film de Moscou : Golden St. George (nommé)
  - 2001 : Cartagena Film Festival : Golden India Catalina du meilleur film (nommé)
- Jour de noces (Días de boda, 2002) 
  - 2002 : Premio ACE du meilleur réalisateur (lauréat)
  - 2003 : Cartagena Film Festival : Golden India Catalina du meilleur film (nommé)
- El desenlace (es) (2005)
  - 2005 : New York LaCinemaFe : mention honorable (lauréat)
  - 2005 : Festival international du film de Moscou : Golden St. George (nommé)
- New York Shadows (ca) (2013)
  - 2014 : Prix Goya de la meilleure photographie, partagé avec Cristina Trenas et Tote Trenas (nommé)
  - 2014 : World Premieres Film Festival : Grand Prix du Festival (nommé)
  - 2006 : Premio ACE : Prix extraordinaire ACE du cinéma (lauréat)